# 浙江关隘
浙江省西部和南部地势较高，与安徽、江西、福建三省之间，多系山脉阻隔，其间的多处关隘便成为历来交通要道。下面是一些浙江境内重要的关隘名。
- 独松关。位于安吉县和杭州市余杭区交界处。现仅存门洞。
- 千秋关。位于杭州市临安区和安徽省宁国市交界处。S208省道（桐千线）的终点。五代时后梁与吴越国曾大战于此。
- 昱岭关。位于杭州市临安区和安徽省歙县交界处。S102省道的终点，杭徽高速也走此道，历来为杭徽交通要道。《水浒传》第一百十八回“卢俊义大战昱岭关，宋公明智取清溪洞”中出现此关。
- 白沙关。位于开化县和江西省婺源县交界处。S317省道（华白线）的终点，浙赣间交通要道。
- 仙霞关。位于江山市保安乡南。仙霞关以雄伟险峻驰名，素称“两浙之锁钥，入闽之咽喉”，历来为兵家必争之地，现205国道经过。有黄巢起义遗址，为浙江省文物保护单位。
- 枫岭关。位于江山市南部，南行不远为福建省浦城县。为南北交通要道。
- 分水关。位于苍南县和福建省福鼎市交界处，104国道穿此。